# Galidictis grandidieri
Galidie de Grandidier
Espèce
Statut de conservation UICN

 EN B1ab(i,ii,iii,v); C2a(ii) : En danger
Galidictis grandidieri, la Galidie de Grandidier, est une espèce de mangoustes malgaches, un mammifère carnivore de la famille des Eupleridae. Cette mangouste malgache est considérée comme l'un des carnivores les plus rares du monde.

## Description
Galidictis grandidieri est de couleur brun pâle ou gris et présente des rayures foncées sur le dos et sur les côtés. Elle se distingue de sa cousine la Mangouste malgache à larges rayures (Galidictis fasciata) par sa taille qui est plus grande et ses rayures qui ne sont pas aussi larges. Elle pèse entre 500 et 600 g.

## Répartition
Ce petit mammifère ne vit que dans une très petite zone du sud-ouest Madagascar, à la pointe méridionale de l’île, dans des zones désertiques de végétation à forêts épineuses. À quelques exceptions près, la majorité de ses représentants provient d'une zone étroite à l'extrémité ouest du plateau Mahafaly dans le parc national de Tsimanampetsotsa, ce qui en fait le carnivore malgache avec la plus petite étendue.

## Comportement
Petit mammifère nocturne. Il est sociable et joueur mais son mode de vie reste méconnu.

### Reproduction
Cet animal vit en couple et donne une descendances tous les ans, en été.

### Habitat
En raison de la chaleur intense du désert, ils vivent dans des trous durant la journée. Ils émergent seulement au soir, où l'air est frais, pour chasser.

### Alimentation
Carnivore, se nourrit presque exclusivement d'arthropodes tels que les cafards géants et les scorpions.

## Survie
Seules les espèces résistantes et capables de s'adapter ont survécu à l’aridité du désert.

## Systématique
Le nom valide complet (avec auteur) de ce taxon est Galidictis grandidieri Wozencraft (d), 1986.
Ce taxon porte en français le nom vernaculaire ou normalisé suivant : Galidie de Grandidier. Ce petit mammifère porte également les noms communs de Mangouste de Grandidier, Mangouste à bandes géantes, Vontsira de Grandidier.[réf. nécessaire]

### Étymologie
Son épithète spécifique, grandidieri, ainsi que son nom vernaculaire, de Grandidier, lui ont été donnés en l'honneur du naturaliste et explorateur français Alfred Grandidier (1836-1921).

### Publication originale
- (en) W. Christopher Wozencraft, « A New Species of Striped Mongoose from Madagascar », Journal of Mammalogy, Baltimore, Allen Press (d), OUP et ASM, vol. 67, no 3,‎ 8 août 1986, p. 561-571 (ISSN 0022-2372 et 1545-1542, OCLC 1800234, DOI 10.2307/1381288, JSTOR 1381288). [2]